# Ronald Pognon
Ronald Pognon (Le Lamentin, 16 november 1982) is een Franse atleet, die is gespecialiseerd in de sprint. Hij had van 2005 tot 2009 het Europees indoorrecord in handen op de 60 m sprint. Ook was hij de eerste Fransman die de 100 m binnen de tien seconden kon lopen.

## Biografie
Zijn eerste succes behaalde Pognon in 2001 door op de Europese kampioenschappen voor junioren een gouden plak te winnen. In 2003 won hij op de EK onder 23 de 100 m.
Op de Olympische Spelen van 2004 in Athene bereikte hij de halve finale op de 100 m.
Op de Europese indoorkampioenschappen in 2005 werd Ronald Pognon tweede op de 60 m achter de Brit Jason Gardener. Op de wereldkampioenschappen van dat jaar in Helsinki won hij samen met zijn teamgenoten Ladji Doucouré, Eddy De Lépine en Lueyi Dovy een gouden medaille op de 4 × 100 m estafette. Op de 100 m werd hij in de halve finale uitgeschakeld.
Op 5 juli 2005 liep hij in Lausanne met een tijd van 9,99 s een Frans record op de 100 m. Hiermee was hij de vijfde Europeaan die reglementair onder de magische grens van 10 seconden liep. Op de Europese kampioenschappen van 2006 was hij de grote tegenstander van Francis Obikwelu. Hij behaalde een teleurstellende vierde plaats, terwijl Obikwelu met het goud naar huis ging.
Op de EK indoor in 2007 won Pognon op de 60 m een bronzen medaille. Op de Olympische Spelen van 2008 in Peking sneuvelde hij in de kwartfinale van de 100 m met een tijd van 10,21.
Op de Olympische Spelen van 2012 in Londen maakte Ronald Pognon deel uit van de Franse ploeg op de 4 × 100 m estafette, Samen met Jimmy Vicaut, Christophe Lemaitre en Pierre-Alexis Pessonneaux finishte hij in 38,16 net buiten het podium, dat werd bezet door de teams van de Jamaica (goud in 36,84), Verenigde Staten (zilver in 37,04) en Trinidad en Tobago (brons in 38,12).
Enkele jaren later, in 2015, volgde een onverwachte meevaller: als gevolg van de geconstateerde overtreding van het dopingreglement door de Amerikaan Tyson Gay en de hieruit voortkomende schorsing plus diskwalificatie van al diens prestaties vanaf 15 juli 2012, had het IOC het Amerikaanse USOC in mei opgedragen om de zilveren medailles die de Amerikaanse ploeg met Tyson Gay in de gelederen tijdens de Spelen van Londen op de 4 × 100 m estafette had veroverd, terug te vorderen van de betreffende atleten. Dit betekende dat bronzenmedaillewinnaar Trinidad en Tobago opschoof naar de tweede plaats en alsnog die zilveren medailles uitgereikt zouden krijgen, terwijl de Franse ploeg hierdoor werd beloond met het brons.

## Titels
- Wereldkampioen 4 × 100 m - 2005
- Europees kampioen U23 100 m - 2003
- Europees jeugdkampioen 200 m - 2001
- Frans kampioen 100 m - 2006, 2009
- Frans kampioen 200 m - 2005, 2008
- Frans indoorkampioen 60 m - 2005, 2006

## Persoonlijke records
Outdoor
| Onderdeel | Prestatie      | Datum            | Plaats   |
| --------- | -------------- | ---------------- | -------- |
| 100 m     | 9,99 s (ex-NR) | 5 juli 2005      | Lausanne |
| 200 m     | 20,27 s        | 28 augustus 2005 | Rieti    |

Indoor
| Onderdeel | Prestatie          | Datum            | Plaats    |
| --------- | ------------------ | ---------------- | --------- |
| 50 m      | 5,67 s             | 19 februari 2005 | Liévin    |
| 60 m      | 6,45 s (ex-AR; NR) | 13 februari 2005 | Karlsruhe |

## Palmares

### 60 m
- 2004: 5e Europacup indoor - 6,71 s
- 2005:  EK indoor - 6,62 s
- 2006:  Europacup indoor - 6,65 s
- 2006: 6e WK indoor - 6,61 s
- 2007:  EK indoor - 6,60 s
- 2010: 6e WK indoor - 6,65 s

### 100 m
Kampioenschappen
- 2003:  EK U23 - 10,19 s
- 2004:  Europacup - 10,43 s
- 2005: 5e Wereldatletiekfinale - 10,07 s
- 2005:  Europacup - 10,06 s
- 2006: 4e EK - 10,16 s
- 2006: 5e Wereldbeker - 10,17 s
- 2006:  Europacup - 10,13 s
- 2006: 6e Wereldatletiekfinale - 10,10 s

Golden League-podiumplekken
- 2005:  ISTAF – 10,08 s
- 2005:  Memorial Van Damme – 10,05 s
- 2006:  Meeting Gaz de France – 10,11 s

### 200 m
- 2001:  EJK - 20,80 s
- 2004: 4e Europacup - 20,63 s
- 2006:  Europacup - 20,37 s

### 4 × 100 m
- 2005:  WK - 38,08 s
- 2009: 8e WK - 39,21 s
- 2012:  EK - 38,46 s
- 2012:  OS - 38,16 s (na DQ Verenigde Staten)

1983 King, Gault, Smith, Lewis ·
1987 McRae, McNeill, Glance, Lewis ·
1991 Cason, Burrell, Mitchell, Lewis ·
1993 Drummond, Cason, Mitchell, Burrell ·
1995 Esmie, Gilbert, Surin, Bailey ·
1997 Esmie, Gilbert, Surin, Bailey ·
1999 Drummond, Montgomery, Lewis, Greene ·
2001 Nagel, du Plessis, Newton, Quinn ·
2003 Capel, Williams, Patton, Johnson ·
2005 Doucouré, Pognon, De Lépine, Dovy ·
2007 Patton, Spearmon, Gay, Dixon ·
2009 Mullings, Frater, Bolt, Powell ·
2011 Carter, Frater, Blake, Bolt ·
2013 Carter, Bailey-Cole, Ashmeade, Bolt ·
2015 Carter, Powell, Ashmeade, Bolt ·
2017 Ujah, Gemili, Talbot, Mitchell-Blake ·
2019 Coleman, Gatlin, Rodgers, Lyles ·
2022 Brown, Blake, Rodney, De Grasse ·
2023 Coleman, Kerley, Carnes, Lyles